# Aladdín
Aladdín (o Aladdin) es una película animada producida por Walt Disney Feature Animation y distribuida por Walt Disney Pictures. Es la trigésima primera película en el canon de Walt Disney Animation y se realizó en un período conocido como el Renacimiento de Disney. La película se montó bajo la dirección y producción de John Musker y Ron Clements, los guiones de Musker, Clements, Ted Elliot y Terry Rossio, y con Alan Menken como responsable de la banda sonora. Además, cuenta con un amplio reparto coral en el que participaron principalmente Scott Weinger, Robin Williams, Jonathan Freeman y Linda Larkin. El argumento de Aladdín está inspirado en la historia árabe Aladino, de la colección de cuentos populares Las mil y una noches, y en la película El ladrón de Bagdad (1940). Cuenta la historia de Aladdín, un joven de la calle que un día encuentra una lámpara mágica con un genio en su interior. Este último es capaz de concederle tres deseos, uno de los cuales es usado por el protagonista para disfrazarse como un príncipe adinerado con tal de impresionar a la princesa Jasmín, de quien se enamora.
El desarrollo del filme se remonta a 1988, cuando el compositor Howard Ashman tuvo la idea de convertir Aladino en un musical para Disney. Si bien compuso algunas canciones con Alan Menken y redactó un tratamiento no fue sino hasta 1991, cuando la guionista Linda Woolverton hizo modificaciones al bosquejo de Ashman tomando algunos elementos de El ladrón de Bagdad, que la producción dio comienzo. Finalmente Elliot y Rossio realizaron otros cambios en la trama. El diseño de los personajes estuvo basado en la obra del caricaturista Al Hirschfeld, caracterizada por su similitud con las miniaturas persas y la caligrafía árabe, y el de los escenarios está inspirado en la localidad iraní de Isfahán, pinturas de la época victoriana y ensayos fotográficos sobre la cultura del Medio Oriente. Para la animación de algunas escenas se utilizó el programa computarizado CAPS. 
La cinta fue lanzada el 25 de noviembre de 1992. Obtuvo reacción positiva por parte de la crítica, que la elogió principalmente por su música, efectos visuales y la actuación de Williams como el Genio. Su recaudación ascendió hasta unos 504 millones USD, lo cual la convirtió en la película con mayores ingresos de 1992, y la más exitosa de Disney hasta ese momento al superar las recaudaciones de La bella y la bestia (1991). Aladdín ganó varios premios incluyendo un par de premios Óscar y dos Globos de Oro gracias a su banda sonora, entre otros. Cabe señalar que la canción «A Whole New World» obtuvo un Grammy como canción del año y fue la primera balada de Disney en ascender a la cima del listado Billboard Hot 100. De esta película derivaron varios trabajos como una adaptación al teatro, un espectáculo de Disney on Ice, los filmes El retorno de Jafar (1994) y Aladdín y el rey de los ladrones (1996), una adaptación en imagen real, una serie de televisión y diversos videojuegos.

## Argumento

### Sinopsis
En las mágicas tierras de Arabia se encuentra la ciudad de Agrabah, la cual es gobernada por un Sultán noble y apegado a las leyes tradicionales árabes. Se presenta un mercader que se sitúa en el mercado de la ciudad, ofreciendo productos estrafalarios de todas las clases; luego de mostrar su mercancía, el mercader se dispone a contar una historia de un muchacho y su inesperado encuentro con una mágica lámpara de aceite, la cual radicalmente le cambió la vida. 
La historia comienza con Jafar, el Gran Visir del Sultán, quien aparece durante una noche en medio del árido desierto de Arabia, intentando acceder a la Cueva de las Maravillas, ya que en su interior se encuentra la lámpara en cuestión, que según las leyendas, contiene un Genio muy poderoso. El motivo de Jafar por el cual emprende este viaje es conseguir todo el poder del Genio de la lámpara para derrocar al Sultán y gobernar toda la ciudad de Agrabah por su cuenta; no obstante, éste y su parlanchín lori rojo mascota Iago descubren que la cueva sólo dejará pasar a una persona que tenga el corazón puro como un diamante en bruto.
En los barrios pobres de Agrabah vive un humilde muchacho callejero llamado Aladdín, quien junto a su pequeño y travieso mono acompañante Abu, vive robando comida del mercado para poder sobrevivir, y siempre se la arregla para escapar de los Guardias del Sultán, que siempre quieren capturarlo pero nunca lo han conseguido hasta ahora. Cuando se enteran de la situación con el mercado, Jafar e Iago comprueban que Aladdín es el diamante en bruto que necesitan para poder entrar en la cueva. A la par de esta situación, la Princesa Jasmín, la joven y bella hija del Sultán, huye del palacio debido a que discrepa sobre su obligación de casarse. Es allí donde se encuentra con Aladdín y su mono Abu, pero ambos son capturados por los Guardias, bajo las órdenes del Visir.
Sin embargo, Aladdín y Abu han sido liberados por un anciano ermitaño, quien les propone como condición ayudarlo a encontrar la lámpara mágica  de la Cueva de las Maravillas. Aladdín acepta la proposición del ermitaño, sin sospechar que este último en realidad resulta ser Jafar, quien decide disfrazarse con su báculo de cobra encantado, para engañar al muchacho y conseguir sus objetivos. Cuando llegan allí, la Cueva de las Maravillas le advierte a Aladdín que no deberá llevarse ninguno de los tesoros, sea oro, o joyas preciosas; sólo puede tomar la lámpara mágica. Una vez dentro de la cueva, Aladdín y Abu se encuentran con una alfombra mágica que los conduce hacia la lámpara, hasta que la cueva empieza a colapsar tras el intento de Abu de robar una joya a la estatua de un simio. En ese momento, el ermitaño intenta coger la lámpara, pero Abu descubre el engaño de Jafar y el mono acaba robándosela. Es así que Aladdín, Abu y la alfombra no consiguen escapar, cuando el protagonista inconscientemente frota la lámpara y aparece el Genio, que está dispuesto a concederle tres deseos, aunque consigue engañarle para que les saque del lugar sin gastar ninguno. Tras salir, le promete que uno será para liberarle, pero mientras tanto pide que le convierta en un Príncipe para intentar que Jasmín se fije en él.
Tras el intento de Jafar de engañar al Sultán para que se case él mismo con la Princesa con el objetivo de matarles a los dos y gobernar Agrabah, aparece un desfile protagonizado por Aladdín —bajo el nombre de Príncipe Alí Ababwa— para ganarse la confianza del Sultán, y así intentar acercarse a Jasmín; el Príncipe Alí ha conseguido impresionar al Sultán, quien lo considera perfecto para casarse con su hija, pero ésta lo rechaza, pues no está dispuesta a permitir que su padre la considere como un trofeo que todos quieren ganar. Sin embargo, Aladdín no se da por vencido y convence a Jasmín para llevarla de paseo en la alfombra mágica, hablando de un Mundo Ideal. Jasmín queda impresionada tras el paseo en alfombra, donde Aladdín le presenta muchas partes del mundo, y sus maravillas que resultan desconocidas para ella; de repente, la Princesa se da cuenta de que su último pretendiente es aquel muchacho que se encontró en el mercado de Agrabah, aunque él le miente al decir que es una forma particular de evadirse de su rutinaria vida del palacio. Tras despedirse, Jafar ordena a los Guardias encadenar a Aladdín y después hundirlo en el agua, momento en el que el Genio lo rescata como segundo deseo. Después de eso, Aladdín consigue llegar a tiempo para salvar al Sultán de las artimañas de Jafar, rompiéndole el báculo de cobra encantado al Visir, quien no tiene más opción que huir al ser considerado como traidor, no sin antes intuir que el Príncipe Alí no es otro que Aladdín al ver la lámpara en su turbante. Además, el Sultán le nombra a Aladdín su sucesor en el trono de Agrabah tras ver su valentía ante el estupor de los Guardias, algo que el muchacho decide tener en cuenta una vez que libere al Genio con quien discute siendo víctima de una mentira.
Tras ello, Iago se infiltra en el palacio, roba la lámpara y se la entrega a Jafar, cuyo primer y segundo deseo son los de convertirse en Sultán y en Hechicero, respectivamente, para enviar al protagonista muy lejos; a pesar de eso, Aladdín consigue regresar gracias a la alfombra mágica, sólo para encontrarse con una Agrabah totalmente sumida en una profunda oscuridad, debido a que ahora Jafar es el líder y gobernante de la ciudad y tiene a Jasmín como su esclava favorita y al Sultán como todo un bufón. En un intento de ayudar, Jasmín distrae al ahora líder seduciéndolo para que Aladdín tenga oportunidad de recuperar la lámpara, pero Jafar se da cuenta de ello, y la encierra en un gigantesco reloj de arena. Se desata una lucha sin cuartel, en donde Aladdín consigue dominar al usurpador del trono de Agrabah como un valiente campeón; no obstante, Jafar no se deja doblegar, jactándose como el ser viviente más poderoso del mundo, y se convierte en una víbora gigante que logra envolver a su contrincante. Es ahí cuando Aladdín recuerda que el Genio de la lámpara tiene mucho más poder que cualquier Hechicero conocido, y engaña a Jafar para que se transforme en un nuevo Genio y, en consecuencia, se introduzca en una nueva lámpara de aceite, ya que estas criaturas no son libres. Así es como Jafar queda encerrado en la nueva lámpara y condenado a permanecer oculto en la Cueva de las Maravillas, no sin antes llevarse consigo a Iago en el proceso. Finalmente, como último deseo, Aladdín decide cumplir su promesa liberando para siempre a su gran amigo, el Genio, y como recompensa se compromete en matrimonio con la Princesa Jasmín, ya que el Sultán da su aprobación y cambia la ley al ver el valor e integridad de Aladdín.

### Temáticas
El filme trata de los misterios de Arabia, también llamada la tierra de Las Mil y Una Noches, en una ciudad ficticia de nombre Agrabah, donde las leyes se anteponen en todo. Pese a la desigualdad y discriminación a los pobres en Agrabah, Aladdín es un joven despreocupado que se las ingenia a diario para obtener alimento y ser feliz. No obstante, su percepción cambia cuando conoce a la princesa Jasmín en el mercado y se enamora de ella. Al sentir que ella habría de mostrarse interesada solamente en otros miembros de la realeza, el primer deseo de Aladdín al Genio es que lo convierta en un príncipe. Esta medida se comprueba fallida ya que, sin saber su verdadera identidad, Jasmín aborrece la personalidad del denominado «Príncipe Alí». No es sino hasta que Aladdín le confiesa la verdad y abandona su disfraz como príncipe que ella le corresponde y se enamoran. De esta forma la trama resalta la importancia de la autoestima dado que «la imagen influye pero lo verdaderamente importante es ser siempre tú mismo» y «Aladdín es una buena muestra de que fingir ser quien no eres solo te hará fracasar y ser rechazado».
Otro concepto abordado en la película es el valor de la libertad, pues la mayoría de los personajes se sienten cautivos y, en mayor o menor grado, anhelan ser libres de sus rutinarias formas de vida. Por ejemplo, la emoción que siente el Genio cuando Aladdín le promete liberarlo con su tercer deseo es comprensible debido al considerable tiempo que esta criatura ha vivido en el interior de la lámpara. De manera similar, Aladdín prefiere adoptar la personalidad de un príncipe para impresionar a Jasmín y evitar que lo sigan discriminando por su pobreza; Jafar, que se siente abrumado por la restricción de su autoridad frente al Sultán, a quien considera un incompetente; o la propia Jasmín, que rechaza comprometerse con cualquier príncipe tan solo para continuar con el linaje real del padre. Precisamente esta es la razón que la lleva a rebelarse contra las costumbres y la estructura social de Agrabah, a diferencia de otras películas de princesas de Disney en las que ellas suelen ser la damisela en espera de ser rescatada. De acuerdo con Musker: «[Jasmín] debe seguir lo que su corazón le dicte y no dejar que su vida se vea comprometida por alguien más ni por ninguna figura de autoridad. Ella debe ser quien decida a quién desposar». El valor de la amistad es explorado mediante el vínculo entre el Genio y Aladdín: «aunque Aladdín es pobre y no tiene casa, tiene buenos valores más allá de su apariencia de 'ladrón de mercado'. La lealtad a su amigo, el Genio, al final revela que este tiene a un verdadero amigo en Aladdín, [y este] cumple su promesa de liberar al Genio aun cuando eso signifique que él pierda a la chica de la cual está enamorado».
Para la película, Clements descartó el concepto original del cuento árabe ya que «[Las mil y una noches]» expone que  tener todo lo que deseas sería lo más grandioso que hay en el mundo, y es malo cuando te lo arrebatan por lo que debes recuperarlo para que todo vuelva a estar bien. No queríamos que ese fuera el mensaje de la película». En cambio, se incorporó la temática de «cumplir deseos» a manera de alternativa para que el protagonista cumpla sus anhelos, aunque luego estos le atraigan otra clase de problemas.

## Reparto principal
El rodaje de la película y la grabación de voces se realizaron en un período de tres años. Jonathan Freeman fue el primer actor seleccionado por el estudio para integrar el reparto de la película. La grabación de sus diálogos como Jafar se extendieron durante un año y nueve meses, durante los cuales volvió a grabar ciertas líneas al ser elegidos Scott Weinger y Linda Larkin con tal de que «Jafar se sintiera como una verdadera amenaza para Aladdín y Jasmín» respectivamente. Originalmente, el personaje se visionó con un carácter irritable, pero los directores decidieron que un villano con apariencia calmada daría más miedo. Por añadidura, el animador Andreas Deja trató de añadirle algunos de los rasgos faciales de Freeman. A su vez, se seleccionó a Douglas Seale para darle voz al Sultán, que contó con inspiraciones del Mago de Oz, como el rasgo de una figura de autoridad incompetente.
Weinger fue elegido como Aladdín tras enviar una grabación casera en la que improvisó un diálogo junto con su madre, quien interpretó a su vez al Genio. De forma similar, Disney contactó a Larkin para la interpretación de la princesa Jasmín nueve meses después de su audición. Para grabar sus líneas, Musker y Clements le pidieron a la actriz que ajustara su voz a la intensidad aguda que tenían en mente para el personaje. Al igual que ocurriera con Robin Williams —el encargado de dar voz al Genio—, el estudio aprobó que Gilbert Gottfried improvisara sus diálogos como Iago. Además, los animadores le añadieron al personaje algunos rasgos de su actor de voz como sus ojos medio cerrados y su dentadura constantemente presente. Para la voz de Abu se seleccionó a Frank Welker, que basó su interpretación en el resultado de una visita que hizo el equipo de producción al zoo de San Francisco para estudiar el comportamiento de algunos monos.
Ashman concibió originalmente al Genio con una personalidad reminiscente de Cab Calloway y Fats Waller. La predilección de Musker y Clements por Williams llevó a su contratación para dar voz al Genio, pese a que Katzenberg había sugerido anteriormente a John Candy, Steve Martin o Eddie Murphy para este papel. Williams aceptó participar en el filme después de ver una animación del Genio producida por Goldberg con diálogos de sus rutinas de comedia en vivo. Grabó su actuación de forma simultánea a la filmación de las películas Hook (1991) y Toys (1992). A diferencia de otras producciones animadas, Disney permitió que el actor improvisara la mayoría de sus diálogos en Aladdín. Eric Goldberg, supervisor de animación del personaje, seleccionó ciertas líneas del comediante, que grabó hasta dieciséis horas de material, y produjo las animaciones correspondientes para empalmarlas con los diálogos de Williams. El comediante también interpretó al vendedor ambulante de la escena inicial de la película, la cual también fue improvisada por el actor.
Williams tuvo un desacuerdo con Disney debido al incumplimiento del estudio respecto a su participación. En vez de solicitar un salario millonario, el actor aceptó la cuota mínima estándar de 75 000 USD establecida por el sindicato de actores SAG en retribución al éxito de Good Morning, Vietnam (1987), protagonizada por él y distribuida por Touchstone Pictures, subsidiaria de Disney. Lo anterior se acordó con la condición de que el estudio no centrara su campaña de mercadotecnia en torno al Genio en favor del estreno de su otra película, Toys, un mes después de la exhibición de Aladdín. Disney incumplió tal condición y promovió además al personaje en juguetes y otros productos pese a no usar el nombre de Williams en los anuncios publicitarios. En consecuencia, este último rechazó volver a interpretar al Genio en El retorno de Jafar. Tras el reemplazo de Katzenberg por Joe Roth como presidente de Disney, el estudio pidió una disculpa al actor por el desacuerdo. De esta forma, el reparto coral quedó integrado por:
- Scott Weinger como Aladdín: un muchacho callejero que vive en Agrabah, se le ve como un pobre ladrón, pero con un gran corazón puro como un diamante en bruto. Brad Kane le sustituye en las canciones. La animación corrió a cargo de Glen Keane.[9]
- Robin Williams como el Genio: un cómico Djinn con un poder casi omnipotente que solo puede ejercerse cuando su amo lo desea. Eric Goldberg fue el que supervisó su animación.[9]
- Jonathan Freeman como Jafar: el Gran Visir de Agrabah hambriento de riqueza y sediento de poder, que está empeñado en derrocar al Sultán, por lo cual es el principal antagonista de la historia. Su supervisor de animación fue Andreas Deja.[9]
- Linda Larkin como Jasmín: la princesa de Agrabah, que está cansada de su vida en el palacio real. Lea Salonga le sustituye en las canciones. Mark Henn fue el encargado de animación.[9]
- Frank Welker como Abu: un mono cleptómano con voz muy aguda que es el acompañante y fiel camarada de Aladdín. La animación fue dirigida por Duncan Marjoribanks, responsable previamente del diseño de Sebastián en La sirenita.[3] También hay que resaltar que Welker puso voz al tigre de Jasmín —llamado Rajah— y al de la Cueva de las Maravillas.[17]
- Gilbert Gottfried como Iago: un lori rojo parlante de carácter grosero y sarcástico que es la mascota y fiero secuaz de Jafar. El encargado de animación fue Will Finn.[5]
- Douglas Seale como el Sultán: el pretencioso pero amable gobernador de Agrabah que intenta desesperadamente encontrar un pretendiente para su hija, Jasmín. La tarea de animación fue realizada por David Pruiksma.[9]
- Jim Cummings como Razoul: el Capitán de la Guardia. Fue nombrado así tras la supervisión del diseño por parte de Rasoul Azadani.[5]
- Robin Williams como el narrador: aparece al inicio de la película como un mercader misterioso. Tras promocionar bienes inútiles, es el que revela la lámpara mágica y da comienzo a la historia de Aladdín. Bruce Adler es el encargado de prestar su voz para las canciones. Debra Armstrong se encargó de esta animación.[9]
- La alfombra mágica: una alfombra de carácter sensible y capaz de volar. El encargado de animación fue Randy Cartwright.[9]

## Producción

### Antecedentes y redacción del guion

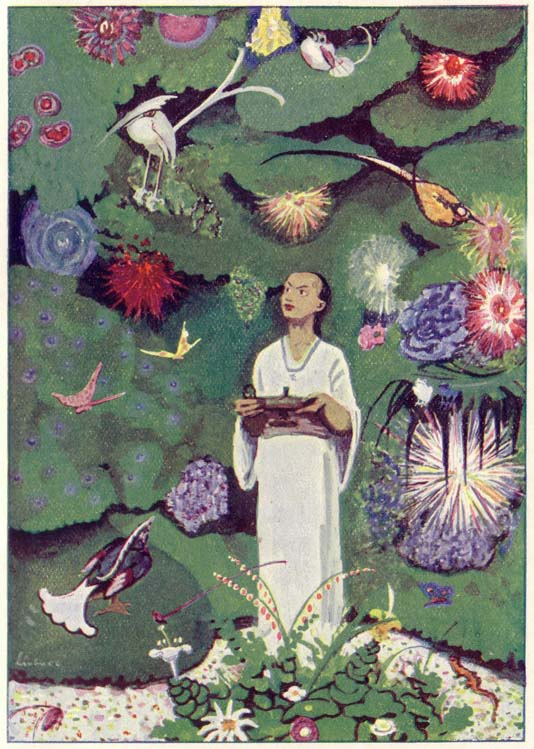
La historia de Aladino, contenida en la recopilación de cuentos árabes titulada Las mil y una noches, es la base de la película.

En 1988, mientras trabajaba en La sirenita, Howard Ashman tuvo la idea de adaptar el cuento árabe Aladino, de Las mil y una noches, en un musical animado tipo camp de los años 1930. Poco después le presentó a Walt Disney Animation Studios un tratamiento de cuarenta páginas y escribió seis canciones con Alan Menken. Aunque su borrador era fiel a la fuente, introdujo algunos cambios en el argumento como la adición de tres nuevos personajes como amigos del protagonista —Babkak, Omar y Kasim—. En su libreto, Aladdín es un joven de quince años esperanzado en que su madre se sienta orgullosa de él. Su grupo de amigos está conformado por los tres personajes ya mencionados y una chica llamada Abbi, que está secretamente enamorada de él. Al término de su aventura para rescatar a la princesa Jasmín —en la que se enfrenta a Wazir y su loro parlante Sinbad—, Aladdín se entera del amor que siente Abbi por él, y rechaza su matrimonio con la princesa a cambio de quedarse con Abbi, su verdadero amor. Disney rechazó el proyecto, y les pidió a él y a Menken que trabajaran en cambio en la composición de la banda sonora de su próximo estreno animado, La bella y la bestia.
La guionista Linda Woolverton, que también participó en la producción de La bella y la bestia, retomó el guion de Ashman y creó un borrador con elementos basados en El ladrón de Bagdad, tales como el villano Jafar, el viejo ladrón Abú y la doncella que acompaña a la princesa. El proyecto entró formalmente en fase de producción una vez que John Musker y Ron Clements eligieron dirigir Aladdín en vez de las versiones de El lago de los cisnes y El rey de la selva —luego renombrada a El rey león— sugeridas también por Disney. El estudio finalmente estableció como fecha de estreno el 25 de noviembre de 1992. Aunque Ashman murió en marzo de 1991, logró componer antes un par de canciones más para el filme —«Prince Ali» y «Humiliate the Boy»— junto con Menken.
En abril de 1991 Musker y Clements, que para entonces habían escrito un nuevo borrador del libreto, le enviaron un carrete con ilustraciones de la película al entonces jefe del estudio, Jeffrey Katzenberg, en búsqueda de su aprobación. Su respuesta fue negativa y, tras considerar que la película «no conectaba», les solicitó que volvieran a escribir el guion desde cero, sin considerar ningún ajuste en la fecha de estreno. A manera de sugerencia, Katzenberg les hizo ver que el libreto no debía estar restringido a la visión original de Ashman, además de pedirles que descartaran a la madre de Aladdín. Finalmente el estudio contrató a Ted Elliott y Terry Rossio para que asistieran en la redacción del libreto. Elliott y Rossio, además de seguir las indicaciones de Katzenberg, también se inspiraron en El ladrón de Bagdad. Entre las modificaciones que realizaron a los anteriores borradores estuvieron el cambio del escenario de la trama de Bagdad a la ficticia Agrabah, la concesión de un mayor énfasis a la princesa Jasmín, el descarte de varias canciones de Ashman y Menken, el cambio de personalidad de Aladdín a una más parecida a la de un «joven y áspero Harrison Ford», y la adición de un rol más cómico al loro Iago tras mirar la actuación de Gilbert Gottfried en Beverly Hills Cop II (1987). De hecho, este último fue contratado después para prestar su voz a Iago. En octubre de 1991 Katzenberg dio luz verde al proyecto para comenzar las etapas de diseño y rodaje.

### Diseño y animación
El escultor Kent Melton elaboró maquetas de unas cuantas pulgadas de alto de cada personaje de la película, para ayudar a los animadores a visualizarlos en un plano tridimensional. El diseño de Aladdín pasó por varios cambios antes de llegar a su versión definitiva. Originalmente iba a ser un niño de trece años de edad con rasgos físicos parecidos a los del actor Michael J. Fox, sin embargo Glen Keane y su equipo de animadores a cargo de diseñar al personaje decidieron brindarle un aspecto menos infantil y se inspiraron en las apariencias de Tom Cruise y de algunos modelos de Calvin Klein. De acuerdo a Musker: «Adoptó un físico más atlético, robusto y más parecido al de un joven líder que antes». A su vez, Mark Henn se inspiró en la apariencia física de su hermana menor y de la actriz Jennifer Connelly para diseñar a la princesa Jasmín. Para facilitar la labor de animación, Henn también recurrió a la actriz Robina Ritchie para personificar los gestos y movimientos del personaje en concordancia con los diálogos de Larkin. Por su parte, las obras del caricaturista Al Hirschfeld también sirvieron de inspiración para el diseño de la mayoría de los personajes del filme, debido a su similitud con las miniaturas persas y la caligrafía árabe. La única excepción fue Jafar, diseñado por Andreas Deja, que quiso ofrecer una apariencia que contrastara con el resto de los personajes.
Para realizar los pantalones bombachos de Aladdín, Keane se inspiró en el rapero MC Hammer. Durante el proceso de animación, cada equipo de animadores a cargo de un personaje solía comunicarse entre sí con el objetivo de facilitar la creación de escenas con personajes interrelacionados entre sí. Keane y Henn, responsables de la animación de Aladdín y Jasmín respectivamente, debían estar en constante comunicación por teléfono, y enviar sus diseños vía fax o discos compactos ya que el primero llevó a cabo su labor en la división de Disney en California, mientras que Henn se encontraba en Disney-MGM Studios en Florida. El diseño de la alfombra mágica recayó en Randy Cartwright, que comparó la animación del personaje con el origami. Para representar el movimiento de la alfombra debió plegar una prenda de vestir constantemente mientras llevaba a cabo la animación. Tarde o temprano, el diseño de la textura fue agregado de forma digital.
Los animadores diseñaron los escenarios con la intención de recrear una localidad islámica del siglo XV. Estos se basaron principalmente en la ciudad iraní de Isfahán, lugar de procedencia del supervisor de animación Rasoul Azadani, mientras que para el palacio del Sultán se inspiraron en el Taj Mahal, ubicado en la población india de Agra. También sirvieron como fuentes de inspiración algunas películas de los años 1940 y 1950, en específico El ladrón de Bagdad; pinturas de la época victoriana; así como ensayos fotográficos sobre la cultura del Medio Oriente. Cabe señalarse que Aladdín fue la primera película de Disney en utilizar un único esquema del color, para lo cual los animadores se centraron en el contraste visual entre Aladdín y Jafar. De esta forma su objetivo era asociar la personalidad de los personajes con un color: por ejemplo, el sultán aparece rodeado del color azul que los animadores asociaron con los conceptos de bondad e idealismo, mientras que Jafar está inmerso en colores rojos. El programa computarizado CAPS sirvió para pintar tanto a las escenas como a los objetos y personajes. Ciertos segmentos producidos con animación por computadora, tales como la entrada en forma de tigre a la Cueva de las Maravillas, o aquella en la que Aladdín escapa de la misma cueva en ruinas, fueron supervisados por Don Paul.
La película incluye varias referencias a otras películas del estudio como La bella y la bestia, La sirenita y Pinocho, a ciertos personajes como Goofy —el cual puede verse en un sombrero que usa el Genio en las últimas escenas—, y al corto The Magic of Disney Animation realizado por Williams para un tour de Disney-MGM Studios a finales de los años 1980 —con la playera hawaiana y las sandalías también usadas por el Genio—. Inclusive algunos personajes están basados en algunos empleados de Disney de ese entonces, y en los directores Clements y Musker. Cabe añadir que Katzenberg pidió incorporar el letrero de «Applause» —«Aplausos»— al final del número musical «A friend like me» interpretado por el Genio tras observar que en una de las exhibiciones de prueba la audiencia no aplaudía o se sentía emocionada.

### Banda sonora

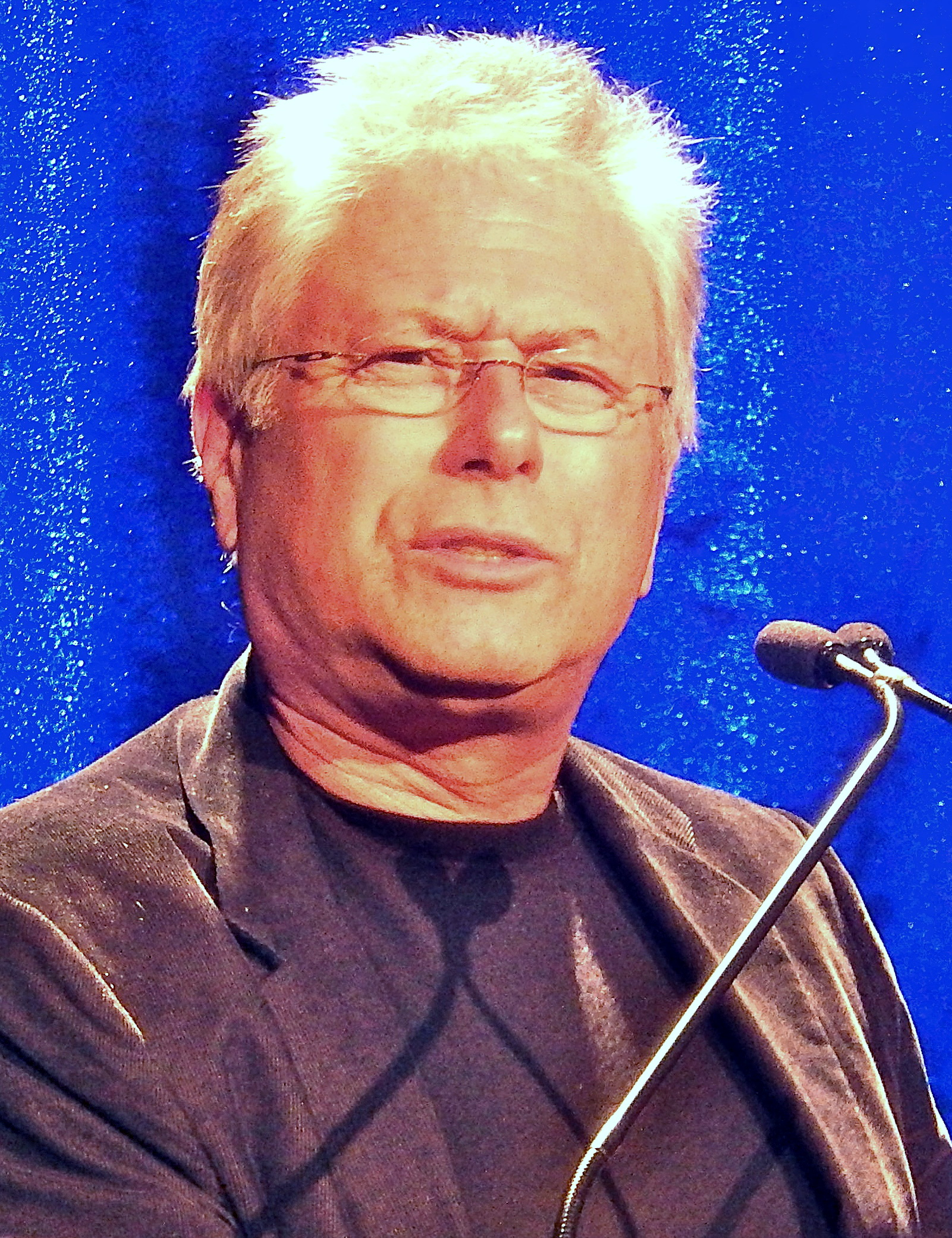
Alan Menken, principal compositor de la banda sonora del filme.

Alan Menken y Howard Ashman escribieron algunas canciones para Aladdín antes de que iniciara la producción de La bella y la bestia. Tras la muerte de este último en 1991, Menken y Tim Rice compusieron el resto de la banda sonora de la película. De las canciones compuestas por Menken y Ashman, tres forman parte del álbum: «Arabian Nights», «Friend Like Me» y «Prince Ali».
En total se compusieron catorce canciones, de las cuales seis aparecen en el largometraje. La edición especial del DVD incluye cuatro interpretaciones musicales grabadas en las primerizas etapas de animación del filme, así como un clip de vídeo de la canción «Proud of Your Boy», entonada por Clay Aiken, que también forma parte del disco DisneyMania 3. Las demo de algunas de las composiciones originales de Ashman han sido puestas a la venta en distintos formatos, que incluyen el compilatorio The Music Behind the Magic (1994), y la edición especial de la banda sonora y el DVD de la película, ambos distribuidos a partir de 2004.
Walt Disney Records puso a la venta el álbum el 6 de noviembre de 1992 en formato de CD. Al año siguiente apareció una edición que contenía una nueva versión del tema «Arabian Nights», con algunas letras modificadas debido a acusaciones de discriminación contra la población musulmana. Una década después, en 2004 el mismo sello discográfico empezó a distribuir una «edición especial» que además del compilatorio original incluye las demos de las canciones «Proud of Your Boy» y «High Adventure». Ese mismo año estuvo disponible una versión karaoke en formato CD+G. Para el mercado hispanoparlante, se grabaron dos versiones de la banda sonora en español: en la región ibérica, Eduardo Post y Alejandro Nogueras se encargaron de la adaptación de las letras, y la grabación del álbum ocurrió en el Estudio Albert Moraleda. La otra versión fue producida en los estudios Candiani Dubbing Studios.
De acuerdo con el sitio web Allmusic, la banda sonora de Aladdín es considerada como «consistentemente buena, que compite con lo mejor de otros musicales animados de Disney de los años 1990». El material se hizo acreedor al premio Óscar como mejor banda sonora y el Globo de Oro en la misma categoría, en 1992. De forma idéntica, la canción «A Whole New World» obtuvo el premio Óscar y el Globo de Oro en la categoría de mejor canción original, además de un Grammy como canción del año en 1994. Ese año era uno de los álbumes más exitosos de acuerdo con la revista Billboard; de hecho, el sencillo «A Whole New World» alcanzó la cima de la lista Billboard Hot 100. Hasta 2014 se habían vendido más de 2.4 millones de copias de la banda sonora. A continuación, se enlistan las canciones de la banda sonora original:
| N.º   | Título                     | Duración |  |
| 1.    | «Arabian Nights»           | 1:19     |  |
| 2.    | «Legend of the Lamp»       | 1:25     |  |
| 3.    | «One Jump Ahead»           | 2:22     |  |
| 4.    | «Street Urchins»           | 1:52     |  |
| 5.    | «One Jump Ahead (Reprise)» | 1:01     |  |
| 6.    | «Friend Like Me»           | 2:26     |  |
| 7.    | «To Be Free»               | 1:39     |  |
| 8.    | «Prince Ali»               | 2:51     |  |
| 9.    | «A Whole New World»        | 2:40     |  |
| 10.   | «Jafar's Hour»             | 2:43     |  |
| 11.   | «Prince Ali (Reprise)»     | 1:07     |  |
| 12.   | «The Ends of the Earth»    | 1:35     |  |
| 13.   | «The Kiss»                 | 1:51     |  |
| 14.   | «On a Dark Night»          | 2:55     |  |
| 15.   | «Jasmine Runs Away»        | 0:46     |  |
| 16.   | «Market Place»             | 2:37     |  |
| 17.   | «The Cave of Wonders»      | 4:57     |  |
| 18.   | «Aladdin's Word»           | 1:51     |  |
| 19.   | «The Battle»               | 3:39     |  |
| 20.   | «Happy End in Agrabah»     | 4:15     |  |
| 21.   | «A Whole New World»        | 4:04     |  |
| 49:54 |                            |          |  |

### Características técnicas
Para la grabación de Aladdín, primero se utilizó la resolución digital como documento base, para a partir de ahí hacer la versión en gran formato mediante el uso de la resolución 2K. Aunado a ello, se aplicó el proceso cinematográfico Technicolor en el laboratorio con ese mismo nombre, ubicado en Hollywood. Por su parte, la relación de aspecto es de 1.33: 1 para los lanzamientos en VHS y de 1.85: 1 para las versiones lanzadas en cine. Finalmente, en cuanto a la mezcla de sonido, se consiguió mediante los sistemas Dolby SR y Dolby Digital.

### Doblaje al español
Para la distribución del filme en los países de habla hispana, se realizaron dos doblajes: uno para Hispanoamérica y otro para España. En el primer caso, el doblaje se realizó bajo la dirección de Rubén Trujillo en Candiani Dubbing Studios, ubicado en Ciudad de México. Para España se hizo uso del estudio Sonoblok, en Barcelona, y la dirección corrió a cargo de Antonio Lara.
En cuanto a los actores de voz, la versión hispanoamericana de la cinta contó con Demián Bichir —para Aladdín—, Rubén Trujillo —Genio—, Héctor Lee y Walterio Pesqueira —Iago en diálogos y canciones, respectivamente—; Moisés Palacios y Raúl Carballeda —el narrador en diálogos y canciones—, Ricardo Lezema —para el Sultán—, Jorge Santos y Armando Gama —Jafar en diálogos y canciones—; y, finalmente, Maggie Vera y Analí —para los diálogos y canciones de Jasmín, respectivamente—.
Por otro lado, la versión para España dispuso de un elenco de voces formado por Ángel de Gracia y Miguel Morant —para Aladdín en diálogos y canciones—, Josema Yuste —Genio—, Javier Pontón —Iago—, Juan Fernández y José Ramón Nogueras —el narrador en diálogos y canciones—; Manuel Lázaro —Sultán—, Joaquín Muñoz, Jesús Ferrer y Xavier Ribera —en los roles de Jafar en diálogos, transformaciones y canciones, respectivamente—; y Marta Barbará y Ángela Aloy —en representación de Jasmín en diálogos y canciones—.

## Lanzamiento

### Mercadotecnia
Antes de su estreno en las salas de cine, el filme fue precedido por una fuerte campaña promocional que dio comienzo con la publicación de un tráiler en la mayoría de las cintas VHS que se vendieron en las fechas próximas a su estreno —101 dálmatas y La bella y la bestia, entre otras—. Aunado a ello, también se cerraron numerosos acuerdos con grandes empresas de juguetería para lanzar productos licenciados con la marca. De hecho, un alto ejecutivo de Baker & Taylor —empresa de venta de libros y material de entretenimiento que estuvo involucrada con la comercialización de productos de Aladdín—  afirmó que «todos los factores [para hacer una buena campaña] esta[ba]n alineados», lo que le llevó a reconocer que fue «una excelente promoción, preparada para golpear en el momento correcto». Otras de las empresas que también lanzaron elementos inspirados en el filme fueron Burger King, Mattel y Nestlé.

### Estreno
Aladdín tuvo un estreno limitado el 8 de noviembre de 1992 en Hollywood, y tres días más tarde se realizaron proyecciones en Los Ángeles y Nueva York. Su fecha de debut en la gran pantalla en el resto de los Estados Unidos fue el 25 de noviembre de 1992 y en esa semana se lanzó en 1131 salas de cine. Con el paso de las semanas, la reproducción de la cinta se fue extendiendo a más salas de cine del país; de hecho, la temporada navideña, así como los meses de enero y febrero de 1993, fueron las épocas en las que más escenarios tuvieron la película en su cartelera. En cuanto a su estreno a nivel mundial, las fechas de lanzamiento varían según el país, que son las siguientes:
| Fechas de estreno (Fuente: IMDb) | |                                   |                                                        |
| País                             | Fecha de estreno | País                              | Fecha de estreno                                       |
| Estados Unidos                   | 8 de noviembre de 1992 (Hollywood) 11 de noviembre de 1992 (Los Ángeles y Nueva York) 25 de noviembre de 1992 4 de octubre de 2004 (reestreno) | Reino Unido                       | 17 de noviembre de 1993                                |
| Israel                           | 14 de diciembre de 1992 | Alemania España                   | 18 de noviembre de 1993                                |
| Filipinas                        | 30 de abril de 1993 | Dinamarca Suecia                  | 19 de noviembre de 1993                                |
| Australia                        | 3 de junio de 1993 | Italia                            | 20 de noviembre de 1993 (Milán) 3 de diciembre de 1993 |
| Uruguay                          | 25 de junio de 1993 | Francia                           | 24 de noviembre de 1993                                |
| Argentina Perú                   | 1 de julio de 1993 | Eslovaquia Grecia Países Bajos    | 25 de noviembre de 1993                                |
| Brasil Corea del Sur             | 3 de julio de 1993 | República Checa                   | 2 de diciembre de 1993                                 |
| Hong Kong                        | 15 de julio de 1993 | Finlandia Hungría Irlanda Noruega | 3 de diciembre de 1993                                 |
| Taiwán                           | 31 de julio de 1993 | Islandia Portugal                 | 10 de diciembre de 1993                                |
| Japón                            | 7 de agosto de 1993 | Polonia                           | 24 de diciembre de 1993                                |
| Tailandia                        | 7 de octubre de 1993 | —                                 | —                                                      |

## Recepción

### Comercial
Tras su limitado estreno al público el 13 de noviembre de 1992 en solo dos salas y una recaudación de 438 306 USD a lo largo de esa semana, su lanzamiento el 25 de noviembre de aquel año en más de mil salas de cine resultó en unas ganancias de 19.2 millones USD en su primer fin de semana, solo por detrás de Home Alone 2: Lost in New York. Desde el principio siempre estuvo entre las diez películas con más ingresos en taquilla, pero no fue hasta la semana navideña del 25 al 31 de diciembre cuando se colocó en primera posición. A esas alturas ya había recaudado casi 100 millones USD —solo en esa semana captó más de 32 millones—. Con ello, se posicionó en la número uno en ingresos cinco veces, tres de ellas seguidas. No hay que olvidar que el estreno del filme se produjo en la época del Renacimiento de Disney, conocida por las grandes recaudaciones que recibieron sus películas en comparación con producciones anteriores.
Aladdín se convirtió en la cinta más exitosa de 1992 en el mercado doméstico —conformado por Canadá y Estados Unidos—, por encima de Home Alone 2 y Batman Returns, ya que se hizo acreedora a ganancias por más de 217 millones USD que, sumado a los 286.7 millones USD recaudados en los países extranjeros, consiguió una taquilla total de 504 millones. En ese momento, solo trece filmes desde 1975 habían superado los 200 millones de recaudación en las plazas norteamericanas —el anterior en conseguirlo fue Terminator 2: el juicio final (1991)—. Además, fue la película más triunfante de Disney hasta aquel momento, muy por encima de sus dos éxitos anteriores, La sirenita (1989) y La bella y la bestia (1991). No obstante, su siguiente producción, El rey león (1994), le arrebató el puesto. Sin embargo, a fecha de junio de 2017, se trata de la trigésima película animada con mayores recaudaciones, la décima si se toma en cuenta solo al subgénero fantástico y la sexta de las ambientadas en la región de Oriente Medio.

### Crítica

#### Anglosajona y de otros países

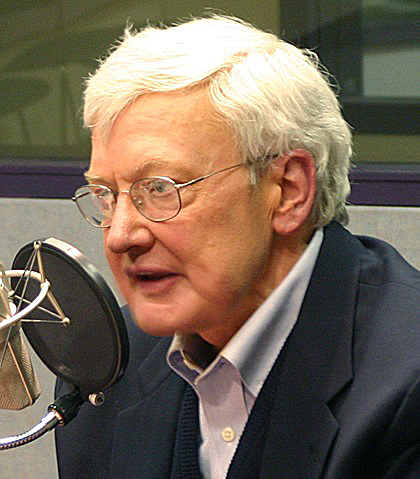
Roger Ebert, crítico del Chicago Sun-Times, reconoció que era una buena película, aunque su banda sonora era peor que la de otras producciones de Disney.

La película cuenta con un promedio de 94 % de calificación favorable en el recopilador web Rotten Tomatoes, de un total de 68 reseñas de distintas publicaciones en inglés. En su evaluación general, los editores del recopilador concluyeron que «[siendo] una muy entretenida película del Disney moderno, Aladdín es visualmente impactante, con brillantes canciones y un gran elenco que hacen que cada escena valga la pena».
La mayoría de la prensa elogió la actuación de Williams como el Genio; en opinión de Janet Maslin, de The New York Times, «[los niños] no necesitan saber a qué está haciendo alusión el Sr. Williams para darse cuenta de lo divertido que es». Algunos como el animador estadounidense Chuck Jones y el comediante Spike Milligan la catalogaron como «la mejor y más divertida película de todos los tiempos», respectivamente. Peter Travers, de la revista Rolling Stone, señaló que los elementos cómicos del filme lo hacen accesible tanto para los niños como para los adultos, algo en lo que coincidió Desson Howe, de The Washington Post, para quien «los niños van a quedar encantados con la magia y la aventura [de Aladdín]». Otros aspectos valorados positivamente fueron los efectos visuales, los personajes y las canciones. De acuerdo con la revista Variety: «La virtuosidad técnica» del largometraje ayuda a minimizar ciertos fallos en la trama, además de calificar a la expresividad de la alfombra como «el logro más destacado» de la producción. En su reseña, Kenneth Turan, de Los Angeles Times, destacó que «mirar la película te convierte en el niño más pequeño y con la boca abierta [mientras mira esa] magia en la pantalla, así como en el adulto más conocedor, capaz de reír con algo del humor sorpresivamente astuto [del filme]. Lograr ambas cosas es algo, pero incorporarlas en una misma película es asombroso». Si bien el crítico James Berardinelli destacó los efectos visuales y las canciones, y le dio una calificación de 3.5 estrellas de un total de cuatro, observó que «no está a la altura de La bella y la bestia».
En cuanto a reseñas menos entusiastas, Ed Gonzalez, de la publicación Slant Magazine, catalogó la actuación de Williams como un «acto de circo racista, ridículo y narcisista». Por otra parte, aunque Roger Ebert le dio una buena calificación, consideró que la música es «inferior a la de La sirenita y la de La bella y la bestia». También calificó el vínculo entre Aladdín y Jasmín como «deslucido y rutinario», y criticó el uso de estereotipos étnicos en los «exagerados rasgos faciales de la mayoría de los personajes árabes, como narices enganchadas, cejas fruncidas y labios gruesos, en contraste con Aladdín y la princesa que parecen adolescentes estadounidenses blancos».

#### Hispanoamericana y española
Para la revista española Hobby Consolas, Raquel Hernández Luján comentó: «Si tenemos que nombrar la comedia más loca y divertida de Disney [de los años 1990], Aladdin se lleva la palma y marcaría la senda de cintas posteriores como Hércules o The Emperor's New Groove». A su vez el sitio web SensaCine le dio una calificación de 2.5 de 4 estrellas, y argumentó que si bien el filme «logró crear unos personajes inolvidables dentro de una narración dinámica, magnífica», al final «resulta todavía demasiado infantil».
La revista mexicana Cine Premiere destacó al Genio y catalogó su aparición en Aladdín como uno de «los 50 mejores momentos de las películas de Disney». En su evaluación, argumentó: «Lejos de recurrir al tradicional genio serio, la producción del filme se decidió por un personaje alegre y jovial, el cual disfruta de la compañía ajena y de sus impresionantes despliegues de poder, los cuales aprovecha para interpretar espectaculares números musicales en donde realiza toda clase de trucos: cambiar su apariencia física, multiplicarse e incluso utilizar sus manos como bailarines que le acompañes». También catalogó el largometraje como una de las «diez mejores películas de Robin Williams» en 2014. De manera similar, el periódico argentino Clarín elogió la actuación de Williams al señalar que «lo que hizo con el Genio no tiene nombre. No solo impostaba quichicientas voces e interpretaba decenas de personajes —algunos desconocidos para los espectadores fuera de los Estados Unidos, de acuerdo—, sino que lograba que el Genio más que un sidekick, compañero de aventuras, fuera casi un protagonista compitiendo sanamente ese lugar con Aladdín».

### Premios y reconocimientos
Aladdín recibió también numerosas nominaciones, especialmente por su música. Ganó dos premios Óscar, en las categorías de mejor banda sonora y mejor canción original por «A Whole New World», además de conseguir nominaciones para el sencillo «Friend Like Me», y para las categorías de mejor edición de sonido y mejor sonido. Por su parte, en los Globos de Oro consiguió los premios de mejor canción original —de nuevo, con «A Whole New World»— y mejor banda sonora. En esa misma gala, se le otorgó también un premio de logros especiales a Robin Williams, además de contar con la nominación a mejor película - comedia o musical. Otros premios incluyen el Annie a la mejor película animada, un MTV Movie Award a la mejor actuación cómica gracias a Robin Williams, así como los Saturn a la mejor película de fantasía, mejor interpretación joven para Scott Weinger y mejor actor de reparto para Robin Williams.
Finalmente, también se hizo acreedor del premio a la mejor película animada de la LAFCA, además de los Grammy al mejor álbum de banda sonora para medio visual, mejor canción del año, mejor interpretación pop vocal por un dúo o grupo y mejor canción escrita para una película, televisión u otro medio visual por «A Whole New World». Otros éxitos que obtuvo la cinta también fueron un par de nominaciones a la lista AFI's 100 años... 100 canciones del American Film Institute por las canciones «A Whole New World» y «Friend Like Me», aunque al final quedaron descartadas. En 2010 la revista británica Empire eligió al Genio como uno de los cincuenta mejores personajes animados en toda la historia del cine.

### Controversias
Uno de los versos en la canción de apertura, «Arabian Nights», fue modificado después de algunas protestas del Comité Antidiscriminación Americano-Árabe —ADC, por sus siglas en inglés—. La letra fue cambiada en los lanzamientos en formato doméstico en julio de 1993, ya que decía:

I come from a land, from a faraway place where the caravan camels roam.
Where they cut off your ear if they don't like your face.
It's barbaric, but, hey, it's home.
Vengo de una tierra, de un lugar lejano donde las caravanas de camellos deambulan.
Donde te cortan tu oreja si no les gusta tu cara.
Es cruel, pero, hey, es [mi] hogar.

La versión original se mantuvo intacta en su lanzamiento original en formato CD, pero sus relanzamientos se adaptaron a la modificación posterior. La grabación contaba con la voz original en todos los versos y eso provocó una notoria modificación en la línea editada con otra voz más grave. En consecuencia, Entertainment Weekly catalogó la cinta como una de las más controvertidas en la historia. La ADC también se quejó en relación con los retratos de los personajes principales, Aladdín y Jasmín. Ellos criticaron que estos están anglicalizados con acentos angloamericanos, en contraste con el resto del reparto, que cuentan con la piel oscura, acento árabe, rasgos faciales grotescos, y aparecen malvados y codiciosos.
También hubo protestas debido a otra escena diferente. Cuando Aladdín está siendo atacado por el tigre Rajah en el balcón del palacio, el protagonista dice en voz baja: «Come on... good kitty, take off and go...» —trad. literal: «Vamos... gatito bueno, sal disparado y vete...»— y en la palabra «kitty» se sobrepone otra con un sonido identificable, posiblemente un gruñido de Rajah. Algunas personas afirmaron que decía: 
«Good teenagers, take off your clothes» —«Adolescentes buenas, quitaos vuestras ropas»—, lo que provocó críticas por añadir mensajes subliminales a favor de la promiscuidad. Esto llevó a Disney a reemplazar la frase en los lanzamientos en DVD por «Down, kitty» —«Abajo, gatito»—.
Algunos amantes del filme se dieron cuenta de algunas similitudes entre Aladdín y The Thief and the Cobbler, una producción inacabada de Richard Williams. Entre esas semejanzas, se encuentran parecidos en el argumento, los personajes, escenas y los diseños del fondo, al mismo tiempo que el antagonista, Zig-Zag, comparte gestos con el Genio y Jafar. Aunque Aladdín se estrenara primero, The Thief and the Cobbler comenzó su producción en los años 1960, pero quedó hundida en algunas dificultades como problemas financieros, derechos de autor, correcciones en el argumento y discrepancias en los últimos momentos de la producción debido a que había diferentes estudios intentando acabar la película después de que Williams fuese despedido por retraso a la hora de acabar el trabajo. El tardío lanzamiento, acompañado de la compra de Miramax y reedición del filme, ha resultado en que algunos consideren a The Thief and the Cobbler una copia de Aladdín, pese a no serlo.

## Adaptaciones y secuelas

### Cine y televisión
Aladdín fue seguida de la primera secuela que Disney lanzó directamente para video, The Return of Jafar (1994). En esta se añadió un nuevo personaje, Abis Mal —un ladrón incompetente e infantil—, con la voz de Jason Alexander. Todo el reparto repitió para esta secuela, con las excepciones de Robin Williams, sustituido por Dan Castellaneta, y Douglas Seale, reemplazado por Val Bettin. El argumento se centra principalmente en la venganza de Jafar hacia Aladdín, quien cuenta con el apoyo de Iago, mientras que Jafar se alía con Abis Mal. Poco después del lanzamiento de esta secuela, se estrenó en televisión su serie animada. Sus episodios se enfocaron en las situaciones que suceden tras The Return of Jafar. En 1996, se lanzó la última secuela, Aladdin and the King of Thieves, también para formato doméstico exclusivamente. La historia concluye con la vida de Aladdín y Jasmín como casados, y de cómo se da cuenta de que su padre está todavía vivo, aunque sea el mandatario de todos los ladrones de Agrabah.
Los personajes de Aladdín posteriormente salieron en Hércules: La serie animada, además de aparecer como invitados en la serie House of Mouse y en trabajos relacionados con tales series; por ejemplo, Jafar fue el líder de los villanos de Mickey's House of Villains. De la misma forma, el Genio apareció brevemente en el capítulo de la vigésima temporada de Los Simpson, Mypods and Boomsticks. A continuación, Walt Disney Pictures anunció una comedia en imagen real denominada Genies, aunque actualmente se desconoce su estreno, ya que la compañía posteriormente informó de la producción de una película también en acción real, basada en los personajes y argumento del filme, y dirigida por Guy Ritchie. Su estreno fue en 2019.

### Videojuegos
Junto con el estreno del filme, se lanzaron tres videojuegos basados en las aventuras de Aladdín. Uno de ellos fue realizado por Virgin Interactive para las consolas Sega Mega Drive, Game Boy, Nintendo Entertainment System y PC; otro hecho por SIMS para Sega Game Gear y Sega Master System, y un último producido por Capcom para Super Nintendo y Mega Drive.
Las series de televisión inspiraron otro juego lleavado a cabo por Argonaut Games y titulado Disney's Aladdin in Nasira's Revenge, que se lanzó en el año 2001 para PlayStation y PC. Además, en 2004 Vivendi Universal lanzó Disney's Aladdin Chess Adventures, un juego de ajedrez con la licencia del filme. Por su parte, la serie de Kingdom Hearts hizo de Aladdín un nivel conocido como Agrabah —ciudad donde se desarrolla el argumento de la cinta—. En Kindom Hearts y Kingdom Hearts: Chain of Memories la trama está muy vagamente relacionada con la película, mientras que en Kingdom Hearts II hay mezclas con el argumento de El retorno de Jafar. Por su parte, el Genio es una invocación recurrente en la serie.

### Adaptaciones al escenario

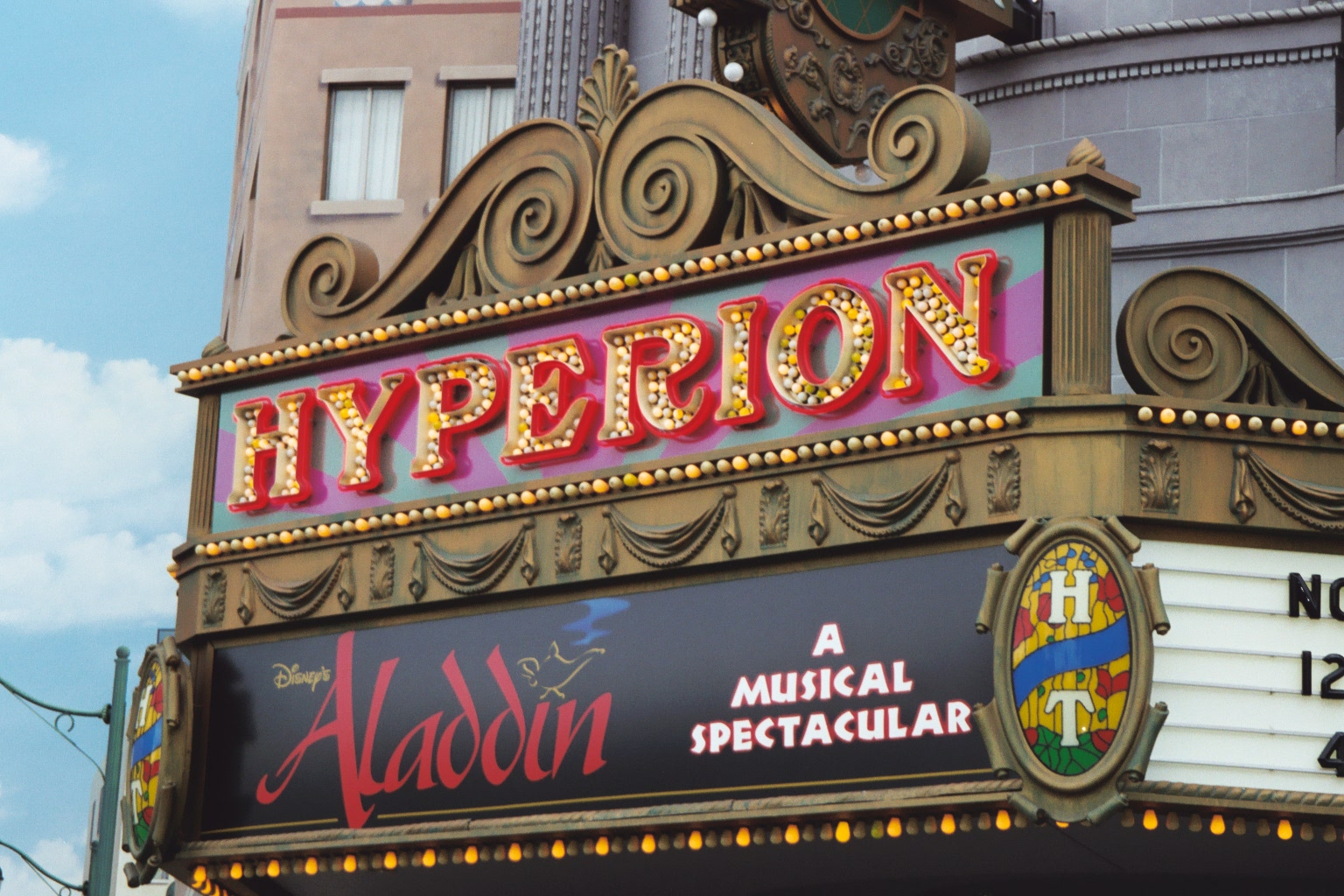
Anuncio de Disney's Aladdin: A Musical Spectacular en el Hyperion Theater del Disneyland de California.

En un primer momento, el filme inspiró en 1998 un espectáculo de Disney on Ice en Seattle, así como dos atracciones para parques temáticos de Disney: The Magic Carpets of Aladdin —trad. literal: Las alfombras mágicas de Aladdín— en el Walt Disney World Resort de Orlando y Disneyland Paris. Por otro lado, en el Disneyland Park, radicado en la localidad de Anaheim, California, ofreció un espectáculo titulado Disney's Aladdin: A Musical Spectacular.
Más adelante, Disney realizó una comedia musical para teatro, basada en las aventuras que suceden en el filme, que se estrenó en el 5th Avenue Theatre de Seattle el 7 de julio de 2011. Posteriormente, la adaptación aterrizó en Toronto, Canadá, el 13 de noviembre de 2013, para en la primavera del año siguiente dar el salto al barrio neoyorquino de Broadway, donde debutó en el New Amsterdam Theater. La dirección del espectáculo corrió a cargo de Casey Nicholaw y muchas de las canciones de la banda sonora original fueron adaptadas para lograr un mejor resultado en los teatros. En consecuencia, la obra fue nominada para cinco Premios Tony en las categorías de mejor musical, mejor guion de un musical, mejor banda sonora original, mejor coreografía y mejor actor de reparto de un musical. Gracias a James Monroe Iglehart, en su papel del Genio, ganó esta última nominación. Por otro lado, este mismo actor se hizo también con un Drama Desk en la categoría de mejor actor de reparto de un musical.

## Formato doméstico
El filme fue lanzado por primera vez en VHS el 1 de octubre de 1993 como parte de la colección Walt Disney Classics.  En su primera semana de disponibilidad vendió más de 10.6 millones de copias, dando un total de más de 25 millones en todo el tiempo que estuvo en venta —récord que solo ha sido superado por El rey león—. No obstante, este lanzamiento quedó suspendido el 30 de enero de 1994, aunque en otoño de ese mismo año THX emitió los certificados para las versiones en pantalla ancha de LaserDisc y se lanzó una versión doblada al español en VHS para el mercado estadounidense el 14 de abril de 1995.
El 5 de octubre de 2004, Aladdín fue lanzado en DVD dentro de la Edición Platino de Disney. El estreno de esta versión se caracterizó por tener una animación retocada y nítida, que la preparaba para una versión IMAX que se iba a estrenar el año anterior pero que finalmente se canceló. Esta versión también contenía un segundo disco con material adicional. Acompañada de una campaña promocional de 19 millones USD, vendió más de tres millones de copias en DVD en su primer mes, cifra menor que otras producciones anteriores lanzadas también en Edición Platino. Al igual que los VHS, los DVD entraron en moratoria en enero de 2008 junto con sus secuelas. Por su parte, la banda sonora se lanzó tanto en su versión original en Dolby 5.1 o en el nuevo Disney Enhanced Home Theater Mix.
De acuerdo a una inserción en la Edición Diamante de La dama y el vagabundo, Aladdín iba a lanzarse también en Blu-ray durante la primavera de 2013 en esta misma edición. En su lugar, fue Peter Pan la que se lanzó para Blu-ray, con motivo de la conmemoración de su sexagésimo aniversario. No obstante, sí se lanzaron algunos Blu-ray de Aladdín en algunos países europeos, aunque no se encontraba dentro de la Edición Platino, versión que se puso en venta el 13 de octubre de 2015. También, el 29 de septiembre de ese mismo año se lanzó en Digital HD. En cuanto alcanzó la primera semana de ventas en el mercado de formatos domésticos de Estados Unidos, la cinta se puso en lo más alto en ventas de Blu-ray y debutó en segunda posición en la lista Nielsen VideoScan First Alert, que monitoriza las ventas totales de discos, tras la película de cine catástrofe, San Andreas (2015).